# Rally di Svezia 2004
Il Rally di Svezia 2004, ufficialmente denominato 53rd Uddeholm Swedish Rally, è stata la seconda prova del campionato del mondo rally 2004 nonché la cinquantatreesima edizione del Rally di Svezia e la ventinovesima con valenza mondiale. 
La manifestazione si è svolta dal 6 all'8 febbraio sugli sterrati innevati che attraversano le foreste della contea di Värmland, con base a Karlstad, città universitaria situata sulla sponda nord del lago Vänern dove il 5 febbraio si svolse la cerimonia di apertura, e le 19 prove speciali da corrersi nei territori attorno ad Hagfors, località situata 85 km a nord di Karlstad, designata come sede unica del parco assistenza per squadre e concorrenti.
L'evento è stato vinto dal francese Sébastien Loeb, navigato dal monegasco Daniel Elena alla guida di una Citroën Xsara WRC della scuderia Citroën Total WRT, al loro sesto successo in carriera nonché il secondo consecutivo in stagione e il primo in terra svedese, divenendo così il primo pilota non scandinavo a conquistare la gara svedese; al secondo posto si piazzò la coppia finlandese formata da Marcus Grönholm e Timo Rautiainen, su Peugeot 307 WRC della scuderia Marlboro Peugeot Total, e al terzo quella composta dal norvegese Petter Solberg e dal britannico Phil Mills, su Subaru Impreza WRC2003 del team 555 Subaru WRT. Loeb continuò a guidare la classifica piloti a punteggio pieno con un vantaggio di 7 punti su Grönholm e di 10 su Markko Märtin; tra i costruttori invece Citroën passò davanti al team Ford, seconda a due lunghezze, mentre la squadra Peugeot rimase al terzo posto a ulteriori 5 punti di distacco.
In Svezia si disputava anche la prima tappa del campionato PWRC, che ha visto vincere l'equipaggio finlandese costituito da Jani Paasonen e Sirkka Rautiainen, su Mitsubishi Lancer Evo VII della scuderia OMV World Rally Team.

## Dati della prova
| Denominazione ufficiale             | Uddeholm Swedish Rally                               |
| Edizione N°                         | 53                                                   |
| Tappa N°                            | 2 di 16                                              |
| Data manifestazione                 | da venerdì 06/02/2004 a domenica 08/02/2004          |
| Sede ospitante                      | Karlstad (contea di Värmland)                        |
| Sede parco assistenza               | Hagfors (contea di Värmland)                         |
| Superficie                          | Neve                                                 |
| Iscritti                            | 70                                                   |
| Partiti                             | 69                                                   |
| Arrivati                            | 49 (71%)                                             |
| Prove speciali                      | 19                                                   |
| Prova più breve                     | 1,86 km (PS5 e PS13: Hagfors Sprint)                 |
| Prova più lunga                     | 52,57 km (PS3 e PS4: Granberget)                     |
| Prova più lenta                     | velocità media di 56,46 km/h (PS5: Hagfors Sprint 1) |
| Prova più veloce                    | velocità media di 127,24 km/h (PS3: Granberget 1)    |
| Lunghezza prove speciali            | 394,80 km (19,9% della distanza totale)              |
| Lunghezza complessiva trasferimenti | 1586,88 km                                           |
| Distanza totale                     | 1981,68 km                                           |

## Itinerario
| Frazione           | Prova  | Ora    | Nome                          | Partenza                      | Arrivo                        | Lunghezza | Totale    |
| ------------------ | ------ | ------ | ----------------------------- | ----------------------------- | ----------------------------- | --------- | --------- |
| Frazione 1 (6 feb) |        | 07:40  | Assistenza – Hagfors (20 min) | Assistenza – Hagfors (20 min) | Assistenza – Hagfors (20 min) | –         | 145,80 km |
| Frazione 1 (6 feb) | PS1    | 08:22  | Lidsbron                      | Hagfors                       | Hagfors                       | 19,59 km  | 145,80 km |
| Frazione 1 (6 feb) | PS2    | 09:34  | Torntorp                      | Hagfors                       | Hagfors                       | 19,21 km  | 145,80 km |
| Frazione 1 (6 feb) |        | 10:08  | Assistenza – Hagfors (20 min) | Assistenza – Hagfors (20 min) | Assistenza – Hagfors (20 min) | –         | 145,80 km |
| Frazione 1 (6 feb) | PS3    | 11:37  | Granberget 1                  | Torsby                        | Torsby                        | 52,57 km  | 145,80 km |
| Frazione 1 (6 feb) |        | 13:36  | Assistenza – Hagfors (20 min) | Assistenza – Hagfors (20 min) | Assistenza – Hagfors (20 min) | –         | 145,80 km |
| Frazione 1 (6 feb) | PS4    | 15:05  | Granberget 2                  | Torsby                        | Torsby                        | 52,57 km  | 145,80 km |
| Frazione 1 (6 feb) | PS5    | 15:25  | Hagfors Sprint 1              | Hagfors                       | Hagfors                       | 1,86 km   | 145,80 km |
| Frazione 1 (6 feb) |        | 17:30  | Assistenza – Hagfors (45 min) | Assistenza – Hagfors (45 min) | Assistenza – Hagfors (45 min) | –         | 145,80 km |
|                    |        |        |                               |                               |                               |           |           |
| Frazione 2 (7 feb) |        | 06:40  | Assistenza – Hagfors (20 min) | Assistenza – Hagfors (20 min) | Assistenza – Hagfors (20 min) | –         | 152,40 km |
| Frazione 2 (7 feb) | PS6    | 07:46  | Sundsjon 1                    | Hagfors                       | Hagfors                       | 20,78 km  | 152,40 km |
| Frazione 2 (7 feb) | PS7    | 08:22  | Malta 1                       | Hagfors                       | Hagfors                       | 11,25 km  | 152,40 km |
| Frazione 2 (7 feb) |        | 08:47  | Assistenza – Hagfors (20 min) | Assistenza – Hagfors (20 min) | Assistenza – Hagfors (20 min) | –         | 152,40 km |
| Frazione 2 (7 feb) | PS8    | 10:18  | Fredriksberg                  | Filipstad                     | Ludvika                       | 20,13 km  | 152,40 km |
| Frazione 2 (7 feb) | PS9    | 11:05  | Lejen                         | Ludvika                       | Ludvika                       | 26,40 km  | 152,40 km |
| Frazione 2 (7 feb) |        | 12:44  | Assistenza – Hagfors (20 min) | Assistenza – Hagfors (20 min) | Assistenza – Hagfors (20 min) | –         | 152,40 km |
| Frazione 2 (7 feb) | PS10   | 13:32  | Malta 2                       | Hagfors                       | Hagfors                       | 11,25 km  | 152,40 km |
| Frazione 2 (7 feb) | PS11   | 14:27  | Sundsjon 2                    | Hagfors                       | Hagfors                       | 20,78 km  | 152,40 km |
| Frazione 2 (7 feb) |        | 15:00  | Assistenza – Hagfors (20 min) | Assistenza – Hagfors (20 min) | Assistenza – Hagfors (20 min) | –         | 152,40 km |
| Frazione 2 (7 feb) | PS12   | 15:46  | Vargasen                      | Torsby                        | Torsby                        | 39,95 km  | 152,40 km |
| Frazione 2 (7 feb) | PS13   | 17:11  | Hagfors Sprint 2              | Hagfors                       | Hagfors                       | 1,86 km   | 152,40 km |
| Frazione 2 (7 feb) |        | 17:37  | Assistenza – Hagfors (45 min) | Assistenza – Hagfors (45 min) | Assistenza – Hagfors (45 min) | –         | 152,40 km |
|                    |        |        |                               |                               |                               |           |           |
| Frazione 3 (8 feb) |        | 06:40  | Assistenza – Hagfors (20 min) | Assistenza – Hagfors (20 min) | Assistenza – Hagfors (20 min) | –         | 96,60 km  |
| Frazione 3 (8 feb) | PS14   | 08:04  | Sagen 1                       | Malung-Sälen                  | Vansbro                       | 14,17 km  | 96,60 km  |
| Frazione 3 (8 feb) | PS15   | 08:54  | Rammen 1                      | Filipstad                     | Hagfors                       | 23,35 km  | 96,60 km  |
| Frazione 3 (8 feb) | PS16   | 10:06  | Hara 1                        | Hagfors                       | Hagfors                       | 10,78 km  | 96,60 km  |
| Frazione 3 (8 feb) |        | 10:54  | Assistenza – Hagfors (20 min) | Assistenza – Hagfors (20 min) | Assistenza – Hagfors (20 min) | –         | 96,60 km  |
| Frazione 3 (8 feb) | PS17   | 12:18  | Sagen 2                       | Malung-Sälen                  | Vansbro                       | 14,17 km  | 96,60 km  |
| Frazione 3 (8 feb) | PS18   | 13:08  | Rammen 2                      | Filipstad                     | Hagfors                       | 23,35 km  | 96,60 km  |
| Frazione 3 (8 feb) | PS19   | 14:20  | Hara 2                        | Hagfors                       | Hagfors                       | 10,78 km  | 96,60 km  |
| Frazione 3 (8 feb) |        | 14:58  | Assistenza – Hagfors (20 min) | Assistenza – Hagfors (20 min) | Assistenza – Hagfors (20 min) | –         | 96,60 km  |
| Totale             | Totale | Totale | Totale                        | Totale                        | Totale                        | Totale    | 394,80 km |

## Risultati

### Classifica
| Pos.                   | Nº       | Pilota               | Co-pilota          | Auto                      | Squadra                | Classe    | Tempo     | Distacco | Punti    |
| Generale               | Generale | Generale             | Generale           | Generale                  | Generale               | Generale  | Generale  | Generale | Generale |
| ---------------------- | -------- | -------------------- | ------------------ | ------------------------- | ---------------------- | --------- | --------- | -------- | -------- |
| 1.                     | 3        | Sébastien Loeb       | Daniel Elena       | Citroën Xsara WRC         | Citroën Total WRT      | WRC       | 3h26'17"7 | –        | 10       |
| 2.                     | 5        | Marcus Grönholm      | Timo Rautiainen    | Peugeot 307 WRC           | Marlboro Peugeot Total | WRC       | 3h27'04"1 | +46"4    | 8        |
| 3.                     | 1        | Petter Solberg       | Phil Mills         | Subaru Impreza WRC2003    | 555 Subaru WRT         | WRC       | 3h27'39"2 | +1'21"5  | 6        |
| 4.                     | 8        | Janne Tuohino        | Jukka Aho          | Ford Focus RS WRC 03      | Ford BP Rallye Sport   | WRC       | 3h27'59"8 | +1'42"1  | 5        |
| 5.                     | 4        | Carlos Sainz         | Marc Martí         | Citroën Xsara WRC         | Citroën Total WRT      | WRC       | 3h28'44"7 | +2'27"0  | 4        |
| 6.                     | 12       | Henning Solberg      | Cato Menkerud      | Peugeot 206 WRC (2002)    | Bozian Racing          | WRC       | 3h30'35"3 | +4'17"6  | 3        |
| 7.                     | 7        | Markko Märtin        | Michael Park       | Ford Focus RS WRC 03      | Ford BP Rallye Sport   | WRC       | 3h31'56"0 | +5'38"3  | 2        |
| 8.                     | 14       | Daniel Carlsson      | Mattias Andersson  | Peugeot 206 WRC (2002)    | Bozian Racing          | WRC       | 3h32'08"1 | +5'50"4  | 1        |
| 9.                     | 2        | Mikko Hirvonen       | Jarmo Lehtinen     | Subaru Impreza WRC2003    | 555 Subaru WRT         | 'WRC      | 3h35'35"9 | +9'18"2  | -        |
| 10.                    | 16       | Andreas Eriksson     | Pecka Svensson     | Ford Focus RS WRC 02      | -                      | WRC       | 3h38'55"1 | +12'37"4 | -        |
| Campionato piloti PWRC |          |                      |                    |                           |                        |           |           |          |          |
| 1. (16.)               | 41       | Jani Paasonen        | Sirkka Rautiainen  | Mitsubishi Lancer Evo VII | OMV World Rally Team   | N4 / PWRC | 3h43'04"0 | –        | 10       |
| 2. (17.)               | 39       | Alister McRae        | David Senior       | Subaru Impreza WRX STi    | R.E.D World Rally Team | N4 / PWRC | 3h44'06"8 | +1'02"8  | 8        |
| 3. (20.)               | 33       | Dani Solà            | Xavier Amigò Colón | Mitsubishi Lancer Evo VII | -                      | N4 / PWRC | 3h46'28"5 | +3'24"5  | 6        |
| 4. (22.)               | 46       | Tomasz Kuchar        | Maciej Wodniak     | Mitsubishi Lancer Evo VII | -                      | N4 / PWRC | 3h47'55"3 | +4'51"3  | 5        |
| 5. (24.)               | 43       | Gianluigi Galli      | Guido D'Amore      | Mitsubishi Lancer Evo VII | -                      | N4 / PWRC | 3h48'38"9 | +5'34"9  | 4        |
| 6. (26.)               | 31       | Toshihiro Arai       | Tony Sircombe      | Subaru Impreza WRX STi    | Subaru Team Arai       | N4 / PWRC | 3h49'12"1 | +6'08"1  | 3        |
| 7. (32.)               | 44       | Nasser Al-Attiyah    | Steve Lancaster    | Subaru Impreza WRX STi    | -                      | N4 / PWRC | 3h57'25"0 | +14'21"0 | 2        |
| 8. (33.)               | 49       | Sergio López-Fombona | Guifré Pujol       | Mitsubishi Lancer Evo VII | -                      | N4 / PWRC | 3h58'41"8 | +15'37"8 | 1        |

| Principali ritiri | Principali ritiri | Principali ritiri | Principali ritiri | Principali ritiri       | Principali ritiri                   | Principali ritiri | Principali ritiri | Principali ritiri |
| PS                | Nº                | Pilota            | Co-pilota         | Auto                    | Squadra                             | Classe            | Causa             | Pos.              |
| ----------------- | ----------------- | ----------------- | ----------------- | ----------------------- | ----------------------------------- | ----------------- | ----------------- | ----------------- |
| PS 4              | 9                 | Gilles Panizzi    | Hervé Panizzi     | Mitsubishi Lancer WRC04 | Mitsubishi Motors Motor Sports MMSP | WRC               | Cambio            | 16º               |
| PS 6              | 10                | Kristian Sohlberg | Kaj Lindström     | Mitsubishi Lancer WRC04 | Mitsubishi Motors Motor Sports MMSP | WRC               | Trasmissione      | 42º               |
| PS 8              | 42                | Mark Higgins      | Michael Gibson    | Subaru Impreza WRX STi  | -                                   | N4 / PWRC         | Incidente         | 27º               |
| PS 12             | 6                 | Freddy Loix       | Sven Smeets       | Peugeot 307 WRC         | Marlboro Peugeot Total              | WRC               | Motore            | 8º                |
| PS 19             | 8                 | François Duval    | Stéphane Prévot   | Ford Focus RS WRC 03    | Ford BP Rallye Sport                | WRC               | Ritiro volontario | 45º               |

Legenda
| Icona | Classe                                                                                  |
| ----- | --------------------------------------------------------------------------------------- |
| WRC   | Equipaggio di classe A8 che può conquistare punti per il campionato costruttori WRC     |
| WRC   | Equipaggio di classe A8 che non può conquistare punti per il campionato costruttori WRC |
| PWRC  | Equipaggio registrato al campionato PWRC                                                |
| JWRC  | Equipaggio registrato al campionato Junior WRC                                          |
|       | Ulteriori classificazioni                                                               |

### Prove speciali
| Frazione           | Prova | Ora   | Nome             | Lunghezza | Vincitori                                         | Tempo   | Velocità media | Leader del rally                |
| ------------------ | ----- | ----- | ---------------- | --------- | ------------------------------------------------- | ------- | -------------- | ------------------------------- |
| Frazione 1 (6 Feb) | PS1   | 08:22 | Lidsbron         | 19,59 km  | Marcus Grönholm Timo Rautiainen                   | 9'20"4  | 125,85 km/h    | Marcus Grönholm Timo Rautiainen |
| Frazione 1 (6 Feb) | PS2   | 09:34 | Torntorp         | 19,21 km  | Carlos Sainz Marc Martí                           | 10'10"0 | 113,37 km/h    | Marcus Grönholm Timo Rautiainen |
| Frazione 1 (6 Feb) | PS3   | 11:37 | Granberget 1     | 52,57 km  | Markko Märtin Michael Park                        | 24'47"4 | 127,24 km/h    | Markko Märtin Michael Park      |
| Frazione 1 (6 Feb) | PS4   | 15:05 | Granberget 2     | 52,57 km  | Markko Märtin Michael Park                        | 25'01"8 | 126,02 km/h    | Markko Märtin Michael Park      |
| Frazione 1 (6 Feb) | PS5   | 17:04 | Hagfors Sprint 1 | 1,86 km   | Sébastien Loeb Daniel Elena                       | 1'58"6  | 56,46 km/h     | Markko Märtin Michael Park      |
|                    |       |       |                  |           |                                                   |         |                | Markko Märtin Michael Park      |
| Frazione 2 (7 Feb) | PS6   | 07:46 | Sundsjon 1       | 20,78 km  | Marcus Grönholm Timo Rautiainen                   | 11'22"4 | 109,62 km/h    | Markko Märtin Michael Park      |
| Frazione 2 (7 Feb) | PS7   | 08:22 | Malta 1          | 11,25 km  | Marcus Grönholm Timo Rautiainen                   | 5'46"8  | 116,78 km/h    | Markko Märtin Michael Park      |
| Frazione 2 (7 Feb) | PS8   | 10:18 | Fredriksberg     | 20,13 km  | Marcus Grönholm Timo Rautiainen                   | 11'55"7 | 101,25 km/h    | Markko Märtin Michael Park      |
| Frazione 2 (7 Feb) | PS9   | 11:05 | Lejen            | 26,40 km  | Sébastien Loeb Daniel Elena                       | 13'45"2 | 115,17 km/h    | Markko Märtin Michael Park      |
| Frazione 2 (7 Feb) | PS10  | 13:32 | Malta 2          | 11,25 km  | Marcus Grönholm Timo Rautiainen                   | 5'34"9  | 120,93 km/h    | Markko Märtin Michael Park      |
| Frazione 2 (7 Feb) | PS11  | 14:27 | Sundsjon 2       | 20,78 km  | Sébastien Loeb Daniel Elena                       | 10'54"4 | 114,32 km/h    | Sébastien Loeb Daniel Elena     |
| Frazione 2 (7 Feb) | PS12  | 15:46 | Vargasen         | 39,95 km  | Sébastien Loeb Daniel Elena                       | 20'57"9 | 114,33 km/h    | Sébastien Loeb Daniel Elena     |
| Frazione 2 (7 Feb) | PS13  | 17:11 | Hagfors Sprint 2 | 1,86 km   | Petter Solberg Phil Mills                         | 1'55"5  | 57,97 km/h     | Sébastien Loeb Daniel Elena     |
|                    |       |       |                  |           |                                                   |         |                | Sébastien Loeb Daniel Elena     |
| Frazione 3 (8 Feb) | PS14  | 08:04 | Sagen 1          | 14,17 km  | Carlos Sainz Marc Martí                           | 7'29"0  | 113,61 km/h    | Sébastien Loeb Daniel Elena     |
| Frazione 3 (8 Feb) | PS15  | 08:54 | Rammen 1         | 23,35 km  | Janne Tuohino Jukka Aho                           | 12'08"6 | 115,37 km/h    | Sébastien Loeb Daniel Elena     |
| Frazione 3 (8 Feb) | PS16  | 10:06 | Hara 1           | 10,78 km  | Marcus Grönholm Timo Rautiainen                   | 6'03"6  | 106,73 km/h    | Sébastien Loeb Daniel Elena     |
| Frazione 3 (8 Feb) | PS17  | 12:18 | Sagen 1          | 14,17 km  | Carlos Sainz Marc Martí e Janne Tuohino Jukka Aho | 7'28"9  | 113,64 km/h    | Sébastien Loeb Daniel Elena     |
| Frazione 3 (8 Feb) | PS15  | 13:08 | Rammen 2         | 23,35 km  | Marcus Grönholm Timo Rautiainen                   | 12'05"4 | 115,88 km/h    | Sébastien Loeb Daniel Elena     |
| Frazione 3 (8 Feb) | PS16  | 14:20 | Hara 2           | 10,78 km  | Marcus Grönholm Timo Rautiainen                   | 6'05"3  | 106,24 km/h    | Sébastien Loeb Daniel Elena     |

## Classifiche mondiali
Classifica piloti
| Pos. | Pos. | Pilota          | Punti |
| ---- | ---- | --------------- | ----- |
| 1    |      | Sébastien Loeb  | 20    |
| 2    | 2    | Marcus Grönholm | 13    |
| 3    | 1    | Markko Märtin   | 10    |
| 4    | 3    | Petter Solberg  | 8     |
| 5    | 2    | François Duval  | 6     |
| 6    | N    | Janne Tuohino   | 5     |
| 7    | 2    | Freddy Loix     | 4     |
| 7    | N    | Carlos Sainz    | 4     |
| 9    | 3    | Gilles Panizzi  | 3     |
| 9    | N    | Henning Solberg | 3     |
| 11   | 3    | Olivier Burri   | 1     |
| 11   | N    | Daniel Carlsson | 1     |

Classifica costruttori WRC
| Pos. | Pos. | Squadra                             | Punti |
| ---- | ---- | ----------------------------------- | ----- |
| 1    | 1    | Citroën Total WRT                   | 24    |
| 2    | 1    | Ford BP Rallye Sport                | 22    |
| 3    |      | Marlboro Peugeot Total              | 17    |
| 4    | 1    | 555 Subaru WRT                      | 10    |
| 5    | 1    | Mitsubishi Motors Motor Sports MMSP | 3     |